# Sainghin-en-Mélantois
Sainghin-en-Mélantois település Franciaországban, Nord megyében. Lakosainak száma 2844 fő (2022. január 1.). Sainghin-en-Mélantois Villeneuve-d’Ascq, Anstaing, Bouvines, Cysoing, Fretin, Gruson, Lesquin és Péronne-en-Mélantois községekkel határos.

## Népesség
A település népessége az elmúlt években az alábbi módon változott:
| Lakosok száma | 2531 | 2615 | 2712 | 2760 | 2792 | 2830 | 2840 | 2848 | 2844 |
|               | 2013 | 2015 | 2016 | 2017 | 2018 | 2019 | 2020 | 2021 | 2022 |